# リヴ・フォーエヴァー (オアシスの曲)
「リヴ・フォーエヴァー」 (Live Forever) は、イギリスのロックバンドであるオアシスが1994年に発表した楽曲、および同曲を収録したシングル。

## 概要
ノエル・ギャラガー作詞・作曲。デビュー・アルバム『オアシス』からのシングル・カット第3弾。全英シングルチャートで10位を記録し、オアシスにとって最初のトップ10に入る作品となった。フジテレビ系列で深夜に放送されていた音楽番組『BEAT UK』では、UKシングルチャートNo.1を獲得。日本盤CDは収録曲の「クラウドバースト」がアルバムに収録された関係で発売されていない。
この曲は、ノエルがオアシスが誕生する前の1991年、ローリング・ストーンズの「シャイン・ア・ライト」にインスパイアされて作曲した。歌詞は、ギャラガー兄弟（ノエルとリアム）の母を称える歌だと言われている。また、ノエルは次のようにも語っている。
| 「 | 当時のニルヴァーナなどのグランジは、自己嫌悪と死にたいというものばかりだった。俺はそう思わないし、カート・コバーンみたいなのには腹が立った。だから永遠に生きたいというような曲を作った | 」 |

しかしながら単に前向きな曲ということではなく、数々の最悪な経験、カネもなく、不確かな未来、それらを受け入れて「生き続ける」ということを大切にした曲なのである。歌詞の一節「Maybe you're the same as me, We see things they'll never see」（お前も俺とおなじだろ、俺たちにはあいつらには見えないものが見えている）は、社会から落ちこぼれた若者達の心をつかみ、永遠のアンセム（賛歌）となった。2003年のドキュメンタリー映画『Live Forever: The Rise and Fall of Brit Pop』の中でノエルは「“Live Forever”を書き終えた時 ―― ロックスターになる野望が爆発した。」と語っている。またNME誌のインタビューにおけるノエルによるとこの曲はバンドにとって「エウレカの瞬間」（Eureka moment）であり、「その歌はオアシスの全てを変えた」（That song changed everything for Oasis）。クリエイション・レコーズの創設者アラン・マッギー（Alan McGee）はこの曲を初めて聞いた時のことを、「彼らとの体験の中でこれほど最高の瞬間はなかっただろう」（It was probably the single greatest moment I've ever experienced with them）と回想している。ボーカルのリアム・ギャラガーは、2008年にQ誌のインタビューでオアシスの最高の曲を尋ねられて即座に「リヴ・フォーエヴァー」と回答し、「歌詞は今でも力強い意味があるのだと俺は思う。あんたがオアシスは魂をつかんでいると言うのなら、俺が思うにあの歌は多くのやつらが運悪くして落ちぶれた時にどういう気持ちなのかということだ。」（I think the words still mean something powerful. You talk about Oasis capturing a spirit, and I think that song is how a lot of people feel when they're down on their luck.）と言った。
2007年にBlender誌のインタビューでノエルは「プライドの歌、若さについての歌、自分が何者であるかを知ることについての歌」（It's a song of pride, it's a song about youth, it's a song about knowing who you are）と語っている。ジョン・レノンが幼少期から暮らした場所が使用されたCDジャケット写真は、ノエルが「プライド、若さ、そして自分が何者であるかを知ることについて歌った曲」にふさわしいジャケットというリクエストをしたことによる。
ミュージック・ビデオでは、コバーンの他に、シド・ヴィシャス、ジム・モリソン、ブライアン・ジョーンズ、ジョン・レノン、ジミ・ヘンドリックス、マーク・ボラン、サッカー選手のボビー・ムーアといった、故人たちのポートレートが映っている。そのことからもこの曲は追悼を捧げる曲という側面があるといえる。
2016年4月のツアー（SSE Hydroでのライヴ）では、プリンスにこの曲を捧げた。
デモでは、アコースティックギターのイントロから始まっている。しかし、アルバム・バージョンをレコーディングする際、プロデューサーのオーウェン・モリス（Owen Morris）が、トニー・マッキャロルのドラムに入れ替え、その上ノエルのギター・ソロ部分もカットした。モリス曰く、この部分がガンズ・アンド・ローゼズのスラッシュのように感じていた。
日本のロックバンドASIAN KUNG-FU GENERATION（アジカン）の1stアルバム『君繋ファイブエム』（2003年）に収録されている「E」のアウトロはオアシス「リヴ・フォーエヴァー」の間奏ギターソロが引用されている。

## 収録曲
- 英国盤CD CRESCD 185

1. リヴ・フォーエヴァー - "Live Forever" – 4:38
2. アップ・イン・ザ・スカイ - "Up in the Sky" (acoustic) – 3:32
3. クラウドバースト - "Cloudburst" – 5:21
4. スーパーソニック - "Supersonic" (live) – 5:12

- 7インチアナログ CRE 185

1. リヴ・フォーエヴァー - "Live Forever" – 4:38
2. アップ・イン・ザ・スカイ - "Up in the Sky" (acoustic) – 3:32

- 12インチアナログ CRE 185T

1. リヴ・フォーエヴァー - "Live Forever" – 4:38
2. アップ・イン・ザ・スカイ - "Up in the Sky" (acoustic) – 3:32
3. クラウドバースト - "Cloudburst" – 5:21

- カセット CRECS 185

1. リヴ・フォーエヴァー - "Live Forever" – 4:38
2. アップ・イン・ザ・スカイ - "Up in the Sky" (acoustic) – 3:32

## 演奏
- リアム・ギャラガー - リードボーカル、タンバリン
- ノエル・ギャラガー - リードギター、ファルセット[注釈 1]
- ポール・アーサーズ（英語版） - リズムギター、ピアノ
- ポール・マッギーガン - ベース
- トニー・マッキャロル（英語版） - ドラムス

## チャート
| チャート (1994年–1995年)                 | 最高位 |
| ---------------------------------------- | ------ |
| カナダ トップシングルス (RPM)            | 70     |
| ヨーロッパ (Eurochart Hot 100)           | 30     |
| アイルランド (IRMA)                      | 17     |
| オランダ (Dutch Top 40 Tipparade)        | 8      |
| オランダ (Single Top 100 Tipparade)      | 8      |
| ニュージーランド (Recorded Music NZ)     | 43     |
| スコットランド (Official Charts Company) | 4      |
| UK シングルス (OCC)                      | 10     |
| US Radio Songs (Billboard)               | 39     |
| US Alternative Airplay (Billboard)       | 2      |
| US Mainstream Rock (Billboard)           | 10     |

| チャート (2024年)                     | 最高位 |
| ------------------------------------- | ------ |
| Global Excl. US (Billboard)           | 153    |
| アイルランド (IRMA)                   | 7      |
| Japan Hot Overseas (Billboard Japan)  | 18     |
| Sweden Heatseeker (Sverigetopplistan) | 8      |
| UK シングルス (OCC)                   | 8      |

## 認定
| 国/地域                          | 認定        | 認定/売上数 |
| -------------------------------- | ----------- | ----------- |
| イギリス (BPI) sales since 2004  | 3× Platinum | 1,800,000   |
| 認定のみに基づく売上数と再生回数 |             |             |